# ماریا کریستینا ریبنیتز
ماریا کریستینا ریبنیتز یا پرنسس میشائل از کنت (متولد بارونس ماریا-کریستین آنا اگنس هدویک ایدا فون ریبنیتز, ۱۵ ژانویه ۱۹۴۵) یکی از اعضای خانواده سلطنتی بریتانیا است که اصالت آلمانی، اتریشی، چکی و مجاری دارد. او با پرنس میشائل از کنت که نوه جرج پنجم است، ازدواج کرده است. پرنسس میشائل از کنت قبل از تبدیل شدن به مؤلف (پدیدآور)، طراح داخلی بود و چندین کتاب در مورد سلطنت‌های اروپایی نوشته است.

## زندگی اولیه و اجداد
پرنسس میشائل در تاریخ ۱۵ ژانویه ۱۹۴۵ در کارلووی واری در اشغال چکسلواکی که در آن زمان به‌طور رسمی کارلسباد در سودتنلند آلمانی‌نشین بود (اکنون در جمهوری چک)، به دنیا آمد. او در املاک مادری‌اش، پرنسس هدویک فون ویندیش-گراتس (۱۸۷۸–۱۹۱۸) در نزدیکی شکست آلمان نازی و پایان جنگ جهانی دوم در اروپا متولد شد. اخراج آلمانی‌ها از چکسلواکی بعداً همان سال رخ داد.
او از طریق تولد عضوی از خانواده Reibnitz family, uradel از نوبت‌نشینان سیلزی است که نسب اشرافی خود را از سال ۱۲۸۸ پیگیری می‌کند. مکان اجدادی این خانواده ریب‌نیتسا در حال حاضر در لهستان است. از سوی پدر، پرنسس میشائل از نسل بورگرافن دونا، هراند سوم از قلعه ترواتمنسدورف و خانواده نوستیک است که همچنین اجداد الیزابت دوم هستند.
او دختر کوچکتر Freiherr گونتر هبرتوس فون ریبنیتز (۱۸۹۴–۱۹۸۳) از ازدواج دومش با کنتس ماریا آنا کارولینا فرانسیسکا والبورگا برنادته ساپاری فون موراسومبات (۱۹۱۱–۱۹۸۸) است،  که دختر کنت فریدریش فون، سفیر اتریش-مجارستان در سنت پترزبورگ در آغاز جنگ جهانی اول بود.
پدر پرنسس میشائل عضو حزب ناسیونال سوسیالیست کارگران آلمان بود و به عنوان افسر سواره‌نظام در وافن-اس‌اس در جنگ جهانی دوم خدمت می‌کرد. در پاسخ به پیشروی ارتش سرخ در پایان جنگ، خانواده املاک خود را ترک کرده و به بایرن که بخشی از منطقه تحت اشغال آمریکا در آلمان بود، نقل مکان کردند. والدین او در سال ۱۹۴۶ از هم جدا شدند و همراه با مادر و برادر بزرگترش بارون فریدریش فون ریبنیتز (متولد ۱۹۴۲)، پرنسس میشائل به استرالیا نقل مکان کردند، جایی که در مدرسه صومعه قلب مقدس در رز بی، نیو ساوت ولز (اکنون Kincoppal-Rose Bay) تحصیل کرد. در اوایل دهه ۱۹۶۰، او با پدرش در مزرعه‌اش در موزامبیک پرتغال زندگی می‌کرد. سپس به وین و از آنجا به لندن برای تحصیل در رشته تاریخ هنرهای زیبا و دکوراتیو در موزه ویکتوریا و آلبرت رفت.

## ازدواج‌ها
اولین همسر او، بانکدار انگلیسی توماس ترابریج (۱۹۳۹–۲۰۱۵) بود، که برادر کوچکتر سر پیتر ترابریج، ششمین بارونت بود. آن‌ها در یک شکار گراز در آلمان یکدیگر را ملاقات کردند و در ۱۴ سپتامبر ۱۹۷۱ در کلیسای قدیمی چلسی، لندن ازدواج کردند. این زوج در سال ۱۹۷۳ از یکدیگر جدا شدند و در سال ۱۹۷۷ از طریق طلاق مدنی طلاق گرفتند. این ازدواج در ماه مه ۱۹۷۸ توسط پاپ پل ششم به صورت مذهبی ابطال شد.
یک ماه پس از ابطال، در ۳۰ ژوئن ۱۹۷۸، در یک مراسم مدنی در وین، اتریش، او با شاهزاده میخائیل کنت، پسر شاهزاده جورج، دوک کنت و شاهدخت مارینای یونان و دانمارک ازدواج کرد. شاهزاده میخائیل نوه جرج پنجم است. ماری-کریستین لوئیس مونتباتن را به عنوان واسطه ازدواج خود معرفی کرده است.
شاهزاده میخائیل به ماری-کریستین یک حلقه یاقوت و الماس دو سنگی هدیه داد که از سنگ‌هایی ساخته شده بود که به مادرش، شاهدخت مارینا تعلق داشت. برای بالی که پس از مراسم ازدواج برگزار شد، او از تیاریای الماس سیتی لندن و یک لباس کرمی از بلویل ساسون استفاده کرد. پس از ازدواج آن‌ها، او عنوان عنوان (شیوه خطاب) و عنوان «عالی‌جناب» شاهدخت میخائیل کنت را دریافت کرد که معادل زنانه عنوان همسرش بود. پس از دریافت اجازه از پاپ ژان پل دوم، این زوج در تاریخ ۲۹ ژوئن ۱۹۸۳ در یک مراسم کاتولیک رومی در خانه آرچ‌کشیش وست‌مینستر در لندن، برکت ازدواج خود را دریافت کردند.
از آنجا که لایحه حل‌وفصل ۱۷۰۱ ازدواج با یک کاتولیک را از جانشینی به تخت سلطنت منع کرده بود، شاهزاده میخائیل کنت (در آن زمان ۱۵امین نفر در خط جانشینی) پس از ازدواج با ماری-کریستین حقوق جانشینی خود را از دست داد. شاهزاده میخائیل در ۲۶ مارس ۲۰۱۵ با تصویب قانون جانشینی تاج‌وتخت بریتانیا ۲۰۱۳ به خط جانشینی بازگشت. فرزندان آن‌ها اعضای کلیسای انگلستان هستند و از بدو تولد حقوق جانشینی خود را حفظ کرده‌اند.
شاهزاده و شاهدخت میخائیل کنت دو فرزند دارند:
- لرد فردریک وینزور، متولد ۶ آوریل ۱۹۷۹ در بیمارستان سنت ماری (لندن). او در ۱۲ سپتامبر ۲۰۰۹ با سوفی وینکلمن ازدواج کرد و آن‌ها دو دختر دارند: مائود (متولد ۱۵ اوت ۲۰۱۳) و ایزابللا (متولد ۱۶ ژانویه ۲۰۱۶).
- لیدی گابریلا کینگزستون، متولد ۲۳ آوریل ۱۹۸۱ در بیمارستان سنت ماری، لندن. او در ۱۸ مه ۲۰۱۹ با توماس کینگزستون ازدواج کرد. شوهر او در ۲۵ فوریه ۲۰۲۴ در کاتسولدز، گلاسترشر به زندگی خود پایان داد و او را در ۴۲ سالگی بیوه کرد.[۱۵]

ماری-کریستین توسط رسانه‌ها با جان وارنر و تاجرانی همچون وارد هانت و میخائیل کراوچنکو مرتبط اعلام شده بود. او همچنین دوستی‌هایی با جان و. گلبریت و پیتر دو ساواری داشت که آخرین نفر به او یک قطعه زمین به ارزش ۱۵۰٬۰۰۰ پوند در آنتیگوا هدیه داد.